# La brace dei Biassoli
La brace dei Biassoli è un romanzo autobiografico scritto da Mario Tobino nel 1956.  

## Trama
All'incombere della morte della madre di Tobino, l’autore si reca a Vezzano Ligure dove la madre ha deciso di trascorrere i suoi ultimi giorni. Qui ripercorre le storie di tutti i Biassoli di cui sua madre è l’ultima erede.
Inizia quindi a descrivere i componenti della famiglia e in particolare a rievocare i ricordi della sua infanzia. Parla della zia Anna, della zia Virgina e della sua tormentata e platonica storia amorosa con Virginio, della dolce zia Lisetta e del suo peccato per aver sposato un vedovo, del ribelle Oscare e dello zio Alfeo che cacciandosi in alcuni guai durante la sua gioventù, firma una scandalosa cambiale.
La narrazione si articola quindi in una serie di racconti sui famigliari.

## Edizioni
- Mario Tobino, La brace dei Biassoli: romanzo, Einaudi, Torino, 1956
- Mario Tobino, La brace dei Biassoli: romanzo, Oscar Mondadori, Milano, 1970